# Blaesodactylus
Blaesodactylus is een geslacht van hagedissen dat behoort tot de gekko's (Gekkota) en de familie Gekkonidae.

## Naam en indeling
De wetenschappelijke naam van de groep werd voor het eerst voorgesteld door Oskar Boettger in 1893. Er zijn vier soorten, inclusief de pas in 2011 beschreven soort Blaesodactylus ambonihazo. Alle soorten komen endemisch voor op Madagaskar. De hagedissen werden eerder aan andere geslachten toegekend, zoals Platydactylus en Homopholis. Er zijn vijf soorten, inclusief de pas in 2016 beschreven soort Blaesodactylus victori.

## Verspreiding en habitat
De hagedissen komen voor in delen van Afrika en leven endemisch in Madagaskar en enkele omliggende eilanden. De habitat bestaat uit droge tropische en subtropische bossen, vochtige tropische en subtropische laaglandbossen en droge tropische en subtropische scrublands.

## Beschermingsstatus
Door de internationale natuurbeschermingsorganisatie IUCN is aan vier soorten een beschermingsstatus toegewezen. Twee soorten worden gezien als 'veilig' (Least Concern of LC), een als 'onzeker' (Data Deficient of DD) en een soort als 'kwetsbaar' (Vulnerable of VU).

## Soorten
Het geslacht omvat de volgende soorten, met de auteur en het verspreidingsgebied.
| Naam                             | Auteur                             | Verspreidingsgebied                        |
| -------------------------------- | ---------------------------------- | ------------------------------------------ |
| Blaesodactylus ambonihazo        | Bauer, Glaw, Gehring & Vences 2011 | Noordwestelijk Madagaskar                  |
| Blaesodactylus antongilensis     | Böhme & Meier, 1980                | Noordoostelijk Madagaskar (Nossi Mangabe)  |
| Blaesodactylus boivini           | Duméril, 1856                      | Noordelijk Madagaskar (St. Marie, Nosy Be) |
| Blaesodactylus microtuberculatus | Jono, Bauer, Brennan & Mori, 2015  | Noordelijk Madagaskar                      |
| Blaesodactylus sakalava          | Grandidier, 1867                   | Zuidwestelijk en westelijk Madagaskar      |
| Blaesodactylus victori           | Ineich, Glaw, & Vences, 2016       | Noordwestelijk Madagaskar                  |